# Hochhaus Neue Donau

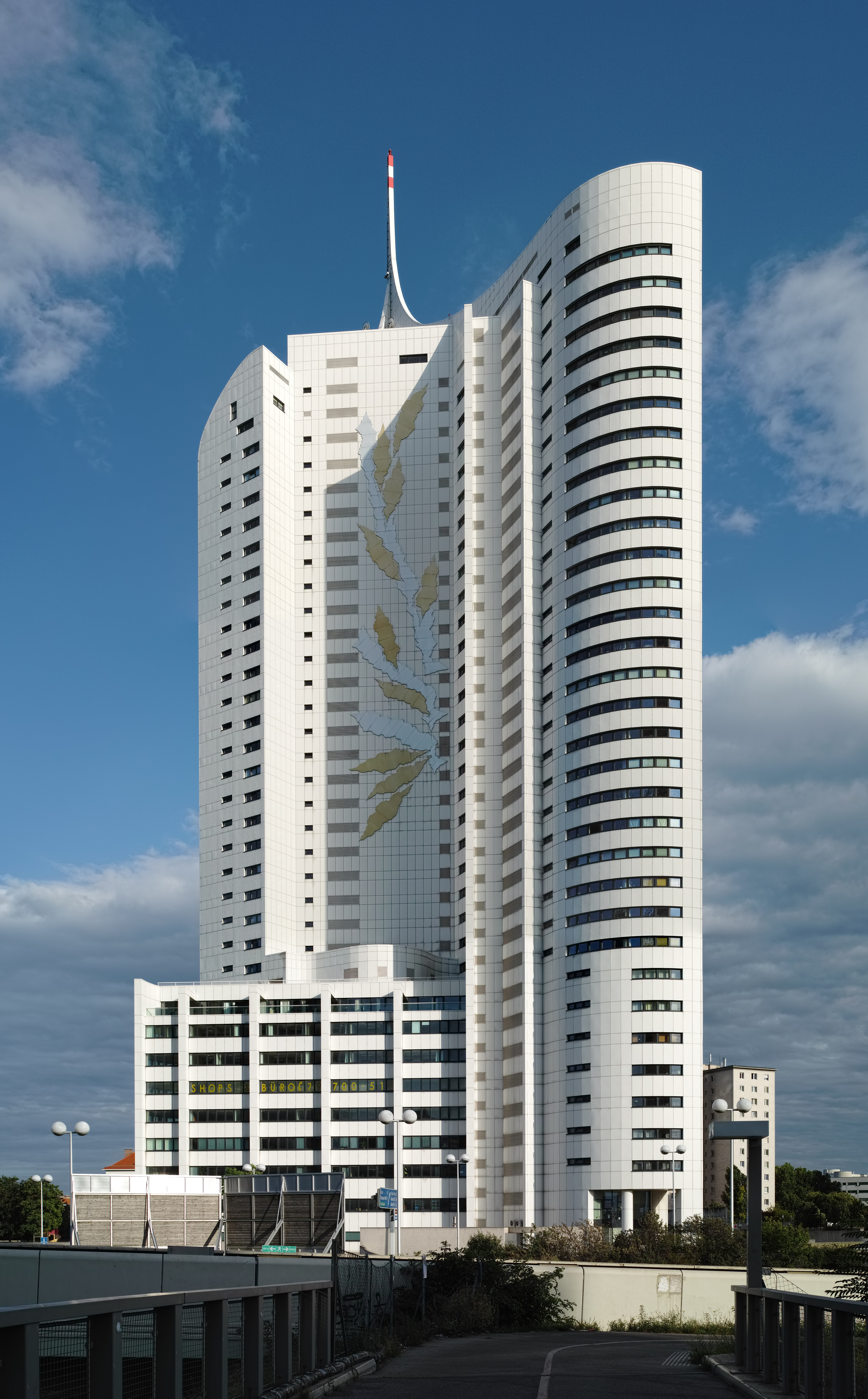
Hochhaus Neue Donau.

Le Hochhaus Neue Donau est un gratte-ciel de Vienne, en Autriche.  

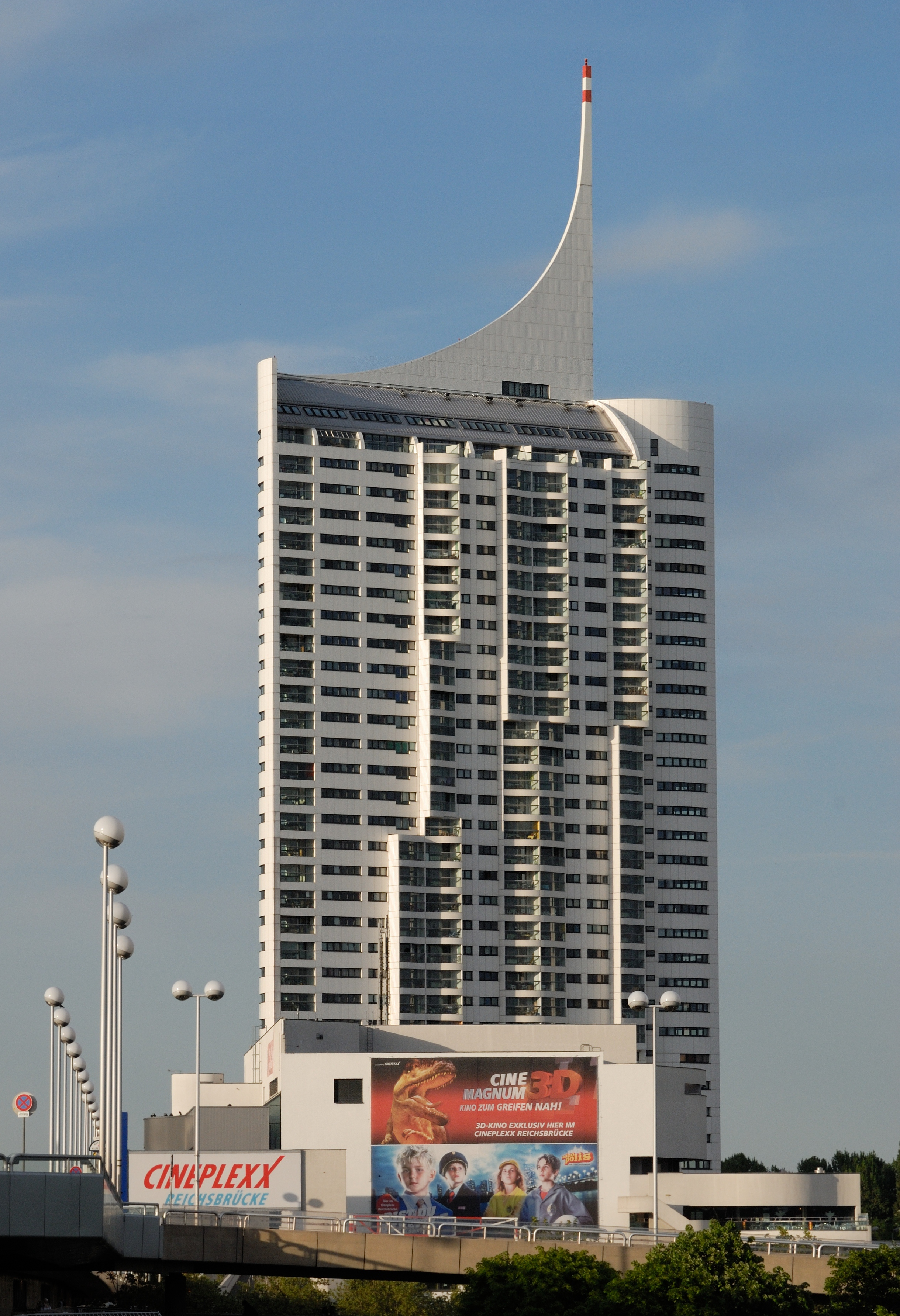
Hochhaus Neue Donau (vue de sud-ouest).

Le bâtiment, conçu par l'architecte Harry Seidler, a été construit entre 1999 et 2001. 
Il comporte 33 étages et s'élève à 120 m de hauteur (l’aiguille située sur le toit s'élève à 150 m).
Le bâtiment se trouve dans l'ouest du 22e arrondissement (Donaustadt) situé sur la rive gauche (nord) du Danube, près de la ligne U1 du métro de Vienne et de la station Donauinsel de celle-ci).